# Anthranilsäuremethylester
Anthranilsäuremethylester ist eine chemische Verbindung aus der Gruppe der Carbonsäureester und Aminobenzole.

## Vorkommen
Die Verbindung kommt natürlich in Kakao, Kaffee, Trauben, Grapefruit, Jasmin, Zitronen, Limetten, Erdbeeren und Mandarinen sowie in vielen Blütenölen (z. B. Neroli-, Ylang-Ylang-Öl) vor.

## Gewinnung und Darstellung
Anthranilsäuremethylester kann durch Veresterung von Anthranilsäure mit Methanol oder durch Umsetzung von Isatosäureanhydrid mit Methanol hergestellt werden.

## Eigenschaften
Es handelt sich um einen brennbaren, farblosen bis gelblichen Feststoff mit fruchtigem Geruch, der schwer löslich in Wasser ist. Der Stoff ist flüssig oder fest, abhängig von der Raumtemperatur, wobei  ein verunreinigtes Produkt auch bei niedrigeren Temperaturen flüssig sein kann. Seine wässrige Lösung hat einen pH-Wert von 7,5–8 (20 °C). Unter UV-Licht zeigt es eine bläuliche Fluoreszenz.
Anthranilsäuremethylester bildet bei höheren Temperaturen entzündliche Dampf-Luft-Gemische. Die Verbindung hat einen Flammpunkt bei 123 °C. Die Zündtemperatur beträgt 530 °C. Der Stoff fällt somit in die Temperaturklasse T1.

## Verwendung
Anthranilsäuremethylester wird als Parfüm für Salben und zur Herstellung von synthetischen Duftstoffen verwendet. Es wird in einer Vielzahl von Blüten-Parfüms verwendet. Allerdings ist seine Verwendung in Parfüms für Seifen und Kosmetika begrenzt, da es eine Verfärbung verursacht. Es wird in Aromakompositionen (z. B. in Trauben- und Zitrusaromen) verwendet. Es dient auch als Ausgangsstoff in der Synthese der pharmazeutischen Wirkstoffs Benzydamin.